# Подручје локалне самоуправе
Подручје локалне самоуправе (ПЛС) (енгл. Local government area) је термин који се користи у неколико држава као административна јединица државе којем управља локална самоуправа. Величина ПЛС-а варира од земље до земље, али генерално је испод федералне јединице, покрајине, дивизије или територије.

## Уједињено Краљевство
Незваничан термин се у Уједињеном Краљевству односи на више административних јединица као што су енгл. borough, најсличније градској општини у Србији, грофовије, унитарне самоуправе и градове, од којих све имају савет или слично тело које врши одређени степен самоуправе. Свака од четири конститутивне земље Уједињеног Краљевства има своју структуру локалне управе, на пример, Северна Ирска има локалне округе; многи делови Енглеске имају округе који нису метрополитански који се састоје од руралних округа; Лондон и многе друге урбане области имају градске општине; постоје три острвска савета уз обалу Шкотске; док су остатак Шкотске и цео Велс подељен на округе унитарне самоуправе, од којих су неки званично означени као градови. Као такав, термин подручје локалне управе је погодна генеричка ознака која се односи на све ове органе власти и области под њиховом контролом.

## Аустралија
Термин је врло уобичајен и званичан у Аустралији да је некима Аустралија позната за подручја локалне самоуправе. У Аустралији, термин такође има исто значење као општина. Локалне власти широм земље имају сличне функције и овлашћења, али имају различите службене ознаке у различитим савезним државама, и према томе да ли су градске или сеоске. Многе градске општине широм државе зе зову „градови“. Многи у Западној Аустралији су „вароши“, чак и у Пертском метрополу. Многа сеоска подручја у Квинсленду, Новом Јужном Велсу, Викторију и Западну Аустралију су „широви“, а рурална подручја у Јужној Аустралија имају „окружни савети“, а они на Тасманији званично користе титулу „општина“. Због мале величине Територије главног града Аустралије, она нема локалну управу и уместо тога је надгледана од стране Законодавне скупштине ТГГА-е.
| Савезна држава/територија | Категорије ПЛС-е                                                                                               |
| ------------------------- | --- |
| Нови Јужни Велс           | * Град - Подручје                                                                                              |
| Северна Територија        | * Град - Варош - Општина - Шир                                                                                 |
| Квинзленд                 | * Град - Шир - Варош - Регионална савет                                                                        |
| Јужна Аустралија          | * Град - Сеоски град - Општина/општинска савет - Окружна савет - Регионална савет - Варош - Аборигинална савет |
| Тасманија                 | * Град - Општина                                                                                               |
| Викторија                 | * Град - Рурална град - Градска општина - Шир                                                                  |
| Западна Аустралија        | * Град - Варош - Шир                                                                                           |

Из тог разлога се израз „подручје локалне самоуправе“, или једноставно „ПЛС“ (енгл. LGA), фаворизује у односу на термин „општина“, чија употреба лако може довести до забуне. Последњих година промене у структури локалне самоуправе довеле су до нових званичних назива, док су остали термини изостали. Средином 1990-их, државна влада Викторије је спојила скоро све општине, укинувши многе градове и области, све градове и све осим једне општине. У међувремену, многи „рурални градови“ су формирани у претежно руралним областима где је језгро града довољно велико, по броју становника, да се сматра градом. У многим таквим случајевима тим градом је раније управљало сада угашено градско веће. Реструктурирање локалне самоуправе у Новом Јужном Велсу и Квинсленду у наредној деценији довело је до тога да се општине називају „регион“ и „област“, на пример, Саншајн Коуст Квинсленда је раније била подељена на неколико округа, али сада њоме управља само један регионални савет.

## Гамбија
Термин „подручје локалне самоуправе“ се у Гамбији користи за други ниво локалне самоуправе.

## Нигерија
Термин „подручје локалне самоуправе“ се такође користи и у Нигерији.